# Langepas
Huyện Langepas (tiếng Nga: ? райо́н) là một huyện hành chính tự quản (raion), của Khanty-Mansiysk, Nga. Huyện có diện tích 2 km², dân số thời điểm ngày 1 tháng 1 năm 2000 là 40200 người. Trung tâm của huyện đóng ở Langepas.